# Godtfred Olsen
Godtfred Hegelund Olsen (22 de julho de 1883 — 21 de junho de 1954) foi um ciclista dinamarquês que participou nos Jogos Olímpicos de 1912, em Estocolmo. Ele fez parte da equipe de ciclismo dinamarquesa, que terminou em oitavo no contrarrelógio por equipes. Na competição de contrarrelógio individual, finalizou em quinquagésimo terceiro.